# Lícní nerv
Lícní nerv (latinsky: nervus facialis, resp. nervus intermediofacialis), jinak též VII. hlavový nerv, je smíšený hlavový nerv zahrnující velké množství různých senzitivních, motorických, senzorických i parasympatických drah. Někdy se rozlišují dva samostatné nervy, a to nervus facialis a nervus intermedius: tyto provazce mají poněkud odlišný původ, ale vzápětí se spojují a vytváří společný nervový kmen.

## Funkce
60 % vláken lícního nervu je motorických, tedy řídicích svalovou činnost. Ty inervují různé mimické svaly obličeje, ale i další svaly. Parasympatické provazce se přepojují ve dvou gangliích (ganglion pterygopalatinum a ganglion submandibulare) a následně inervují slznou žlázu, různé žlázy v ústní a nosní dutině, v ústní části hltanu a v nosohltanu. Senzorické dráhy přenáší podněty z chuťových receptorů z předních dvou třetin jazyka. Pomocí senzitivních vláken lícního nervu se do mozku přivádí informace ze svalových proprioreceptorů a z hmatových receptorů v boltci a zevním zvukovodu.